# فابیانو سزار ویگاس
فابیانو سزار ویگاس (به پرتغالی: Fabiano Cezar Viegas) مدافع اهل برزیل است که در شهر Getúlio Vargas-RS و در تاریخ ۴ اوت ۱۹۷۵ به دنیا آمده‌است.
فابیانو سزار ویگاس در تیم‌های فوتبال فلامینگو، Atlético-PR، باشگاه فوتبال کاشیما آنتلرز، Vegalta Sendai، Atlético-PR، فلامینگو، Goiás، Wuhan Guanggu،  Qingdao Jonoon ، Goiás، SHEC سابقهٔ حضور دارد.